# Nevado del Tolima
Nevado del Tolima är ett berg och en vulkan i Colombia. Det ligger i departementet Tolima, i den centrala delen av landet. Toppen på Nevado del Tolima är 5 215 meter över havet.
Nevado del Tolima är den högsta punkten i trakten.  Trakten runt Nevado del Tolima består i huvudsak av kala bergstoppar, isformationer och alpin tundra.